# Гаэта (залив)
Гаэ́та (итал. Golfo di Gaeta) — залив Тирренского моря на западном побережье Апеннинского полуострова. На севере ограничен мысом Цирцеи, на юге отделён островом Искья от Неаполитанского залива. На западе залива находятся Понцианские острова.
В залив впадает река Вольтурно. На побережье залива расположен город Гаэта.